# Ashville (Alabama)
 Denne artikel omhandler byen Ashville (Alabama). Der er også andre byer med dette navn, se Ashville.
Ashville er en by i den nordøstlige del af staten Alabama i USA. Sammen med Pell City er den det ene af de to administrative centrer for det amerikanske county St. Clair County. Byen har 2.346 (2020) indbyggere.